# Brťoví
Brťoví (deutsch: Beuten, auch Brtiowy) ist ein Ortsteil der Gemeinde Prosetín in Tschechien. Er liegt fünf Kilometer südwestlich von Olešnice und gehört zum Okres Žďár nad Sázavou.

## Geographie
Brťoví befindet sich linksseitig über dem Tal der Svratka im Quellgebiet eines kleinen Baches in der Böhmisch-Mährischen Höhe. Das Dorf wird von den Bergen der Nedvědická vrchovina umgeben und gehört zum Naturpark Svratecká hornatina. Nordöstlich erhebt sich der Vrchy (638 m), im Osten der Klínek (625 m), südöstlich ie Hůlkovice (625 m) und im Südwesten die Sokolí hora (Zumberg, 625 m). Gegen Nordwesten liegt die Burgruine Pyšolec.
Nachbarorte sind Lhota u Olešnice und Křtěnov im Nordosten, Prosetín im Osten, Čtyří Dvory im Südosten, Štěpánov nad Svratkou, Borovec und Švařec im Südwesten, Koroužné im Westen sowie Bolešín im Nordwesten.

## Geschichte
Das Dorf wurde am Übergang vom 12. zum 13. Jahrhundert im Zuge der Kolonisation des Gebietes um Olešnice durch slawische Siedler angelegt. Die erste urkundliche Erwähnung des Ortes erfolgte im Jahre 1349, als der Landedelmann Mikuláš Strniště seinen Besitz in Byrczowie an den Vladiken Hartleb von Klečany auf Černvír verkaufte. Diesem gehörten des Weiteren die Orte Bolešín, Lhotka, Němčice und Svinošice. 1398 verkauften die Herren von Klečany das Dorf an Jan und Arkleb von Mouchnice. Nachfolgender Besitzer war Heralt von Kunstadt († 1407), dem Brťoví in einem Rechtsstreit zugesprochen wurde. Dessen Tochter Sophie überließ das Dorf der Administration durch Wilhelm I. von Pernstein. Später erwarben die Pernsteiner das Dorf ganz, und unter Wilhelm II. von Pernstein war Brťoví im Jahre 1500 eines der 62 Dörfer, die neben dem Städtchen Bystřice zur Herrschaft Pernštejn gehörten. Später schloss Wilhelm II. von Pernstein Brťoví an seine Herrschaft Louka an, da diese Burg näher gelegen war.
Zusammen mit Louka wurde Brťoví 1529 an die Černčický von Kácov verkauft. Ihnen folgte ab 1558 Matyáš Mincz von Zarušice, der auch die Herrschaft Kunstadt besaß. Weitere Besitzer waren ab 1562 Hynek Posadovský von Posadov, der die Herrschaft noch im selben Jahre an Johann Friedrich Graf von Hardegg auf Letovice weiterreichte und ab 1590 Johann Eva von Liechtenstein. Sie vereinte die Herrschaft Louka, die neben der wüsten Burg Louka und dem Städtchen Olešnice noch 23 Dörfer umfasste, mit der Herrschaft Kunstadt.
Stephan Schmidt von Freyhofen musste seinen Besitz 1631 wegen Überschuldung an Heinrich Graf Schlick verkaufen. Zu dieser Zeit bestand Brťoví aus 13 Anwesen, von denen drei wüst lagen. 1791 lebten in den 21 Häusern von Brťoví 138 Menschen. 1843 war die Zahl der Einwohner auf 154 angewachsen.
Nach der Aufhebung der Patrimonialherrschaften bildete Brťoví / Brtiowy ab 1850 eine Gemeinde im Bezirk Boskowitz. 1908 entstand die Verbindungsstraße nach Švařec. Bei der Volkszählung von 1921 lebten in dem Dorf 198 Menschen. Während der deutschen Besatzung fanden in den umliegenden Wäldern im Sommer 1944 Flüchtlinge und bewaffnete sowjetische Fallschirmspringer Unterschlupf, die sich zu Partisanengruppen formierten. Im Winter 1944/45 wurden die Bewohner der umliegenden Dörfer von den Partisanen zur Aufnahme in ihre Orte gezwungen. Durch einen verhafteten Partisanen wurde eines der Verstecke auf dem Hof des früheren Bürgermeisters Čeněk Hlaváček an die Deutschen verraten. Am 21. Januar 1945 wurde Beuten von Gestapo und Wehrmacht umzingelt und Hlaváček verhaftet. Er starb am 9. März im KZ Flossenbürg.
1949 wurde Brťoví dem Okres Bystřice nad Pernštejnem zugeordnet. 1961 erfolgte die Eingemeindung nach Prosetín, zugleich kam das Dorf zum Okres Žďár nad Sázavou. 1991 lebten in dem Dorf 89 Menschen. Im Jahre 2001 bestand Brťoví aus 27 Häusern und hatte 85 Einwohner.

## Sehenswürdigkeiten
- Partisanendenkmal am Berg Páleniny, südlich des Dorfes

## In Brťoví geborene Persönlichkeiten
- Rudolf Rösner (* 1920; † unbekannt), deutscher Maler des Sozialistischen Realismus in der DDR